# Kunžak
Kunžak, dříve také Kumžak (německy Königseck), je obec v okrese Jindřichův Hradec v Jihočeském kraji. Leží po obou stranách historické zemské hranice Čech a Moravy. Vlastní ves Kunžak leží v Javořické vrchovině, v oblasti Česká Kanada, na soutoku potoků Struha a Chlum, v nadmořské výšce 575 metrů. V Kunžaku žije cca 1 200 lidí, s šesticí připojených vesnic coby místních částí čítá populace přibližně 1 400 obyvatel.

## Historie
První písemná zmínka o Kunžaku pochází z roku 1288. Původní částí dnešní obce Kunžak je Podolí, které je dnes součástí obce. Samotný Kunžak začali u české vsi Podolí budovat až němečtí osídlenci, kteří mu také dali název Königseck, což znamená Králův újezd. Německá část obce postupně převážila. Stala se trhovou vsí, kterou získali do své držby páni z Hradce. Oldřich II. z Hradce povýšil trhovou ves na městečko, jež se za Jindřicha IV. z Hradce stalo součástí jindřicho-hradeckého dominia. Na přímluvu Jindřicha IV. z Hradce udělil král Vladislav Jagellonský tržnímu městečku právo výročního trhu a právo várečné. Panství se po smrti otce ujal Jáchym z Hradce. V roce 1550 uzavřel s mladším bratrem Zachariášem rodovou smlouvu, podle níž mu připadla moravská část dominia s českým Strmilovem a Kunžakem, hlavní rezidencí zámek v Telči. Za Zachariáše z Hradce byla v městečku zřízena rychta a obdrželo právo hrdelní. Posledním telčským majitelem, erbu zlaté pětilisté růže na modrém poli, byl Jáchym Oldřich z Hradce. Po něm držela panství Lucie Otýlie z Hradce se svým manželem Vilémem Slavatou z Chlumu a Košumberka. Na pány z Hradce upomíná také městský znak se zlatou pětilistou růží na modrém poli.
V letech 1938 až 1945 procházela územím obce hranice s nacistickým Německem. Osada Jitra, která měla v roce 1930 68 obyvatel, byla tehdy přičleněna (v důsledku uzavření Mnichovské dohody) k Německu.

## Přírodní poměry
- Vysoký kámen (732 metrů) je nejvyšším bodem okolí a zároveň nejvyšším místem okresu Jindřichův Hradec. Bývá nazýván Velký kámen, Mezní kámen, Hraniční kámen, ale nejčastěji Markův kámen, což je odvozeno z německého Markstein - hraniční kámen. Ještě v 16. století zde vedla hranice tří diecézí: pražské, olomoucké a pasovské. Roku 1842 zde byl zřízen triangulační bod.
- Západně od vesnice leží přírodní památka Jalovce u Kunžaku.

## Obyvatelstvo
| Rok            | 1869  | 1880  | 1890  | 1900  | 1910  | 1921  | 1930  | 1950  | 1961  | 1970  | 1980  | 1991  | 2001  | 2011  | 2021  |
| -------------- | ----- | ----- | ----- | ----- | ----- | ----- | ----- | ----- | ----- | ----- | ----- | ----- | ----- | ----- | ----- |
| Počet obyvatel | 3 988 | 3 894 | 3 732 | 3 680 | 3 465 | 3 097 | 2 765 | 1 832 | 1 788 | 1 680 | 1 561 | 1 490 | 1 459 | 1 442 | 1 382 |
| Počet domů     | 501   | 519   | 531   | 523   | 535   | 545   | 564   | 541   | 489   | 461   | 431   | 621   | 637   | 662   | 682   |

## Obecní správa

### Části obce
Obec Kunžak se skládá ze sedmi částí na pěti katastrálních územích.
- Kunžak (i název k. ú.)
- Kaproun (i název k. ú.)
- Mosty (i název k. ú.)
- Suchdol (k. ú. Suchdol u Kunžaku)
- Terezín (leží v k. ú. Mosty)
- Valtínov (i název k. ú.)
- Zvůle (leží v k. ú. Mosty)

Od 1. ledna 1980 do 30. června 1990 k obci patřily i Budkov, Střížovice a Vlčice a od 1. ledna 1989 do 30. června 1990 také Kunějov a Lomy.
Vyjma Valtínova, který patří na Moravu, leží všechny části obce Kunžak v Čechách. Oblast okolo Kunžaku byla v minulosti (s ohledem na správní význam obce) označována jako Kunžacko nebo také Kunžatecko. Později význam Kunžaku upadl, nadále si však Kunžacko udržuje svůj význam zajímavé turistické lokality.

### Obecní symboly
Znak obce je historický, vlajka byla obci udělena rozhodnutím předsedy Poslanecké sněmovny Parlamentu České republiky dne 11. dubna 2008.

## Pamětihodnosti
- Kostel svatého Bartoloměje
- Socha svatého Jana Nepomuckého u kostela
- Kašna na náměstí
- Fara čp. 1
- Vodní mlýn čp. 113
- Usedlost čp. 63
- Silniční most Velké podolí, při čp. 103
- Ústřední kříž na hřbitově
- Boží muka Pod bučky
- Boží muka směr Kaproun
- Boží muka při silnici na Suchdol
- Boží muka při kostele svatého Bartoloměje, sm. Leština

## Zajímavost
Po obci Kunžak byla pojmenována planetka (11167) Kunžak, která má s průměrem 2,6 kilometru podobnou velikost jako tato obec.  Planetku objevil v roce 1998 Petr Pravec na ondřejovské hvězdárně.